# Josip Poklukar
Josip Poklukar [josip poklukar], prvi slovenski deželni glavar vojvodine Kranjske, vitez reda železne krone III. stopnje v avstro-ogrski monarhiji, * 7. marec 1837, Bled /Krnica, Gorje, † 18. marec 1891, Ljubljana.
Josip Poklukar imenovan tudi Jožef se je rodil v kmečki družini. Šolal se je v domačem kraju in na Gimnaziji v Ljubljani ter študij, kot Knafljev štipendist, nadaljeval na dunajski pravni fakulteti, kjer je leta 1864 postal doktor prava. Bil je državni poslanec, Predsednik kranjske trgovinske in obrtniške zbornice, predsednik slovenske matice, Predsednik pogozdovalne komisije za Kras, solastnik Blaznikove tiskarne ter urednik časnika Novice. 
Ukvarjal se je z gospodarskimi vprašanji, financami in davki, bil zaslužen in znan po svojem boju za slovenski narod ter slovenščino. Leta 1888 po smrti grofa Thurna je bil imenovan za prvega slovenskega deželnega glavarja vojvodine Kranjske.

## Življenje
Poklukar se je rodil v vasi Krnica v občini Gorje na Gorenjskem. Šolal se je v domačem kraju in na Gimnaziji v Ljubljani, ki jo je zaključil leta 1857. Študij je kot Knafljev štipendist nadaljeval na Dunaju, kjer se je učil pravoslovja ter postal leta 1864 doktor prava. Nato je v Ljubljani služboval kot odvetniški in notarski pripravnik, leta 1875 pa je opustil pravno službo. Prevzel je nadzorstvo Blaznikove tiskarne in kamnopisarne ter februarja 1875 postal njen solastnik, ko se je poročil z Blaznikovo hčerko Aleksandrino. Po smrti Janeza Bleiweisa je prevzel tudi uredništvo Novic, ki jih je izdajal na svoje stroške, da bi tako lahko slavile svojo petdesetletnico, kot si je to želel pokojni Bleiweis.
Poklukar je bil najbolj zaslužen in znan po svojem boju za slovenski narod ter slovenščino. Leta 1882 je zahteval naj se brez izjeme uvede slovenščina kot učni jezik na vseh šolah slovenske Koroške in naj se na ljudskih šolah v slovenskem delu Koroške nameščajo samo učitelji, ki so popolnoma vešči slovenskega jezika. Zahteval je tudi, naj bo v slovenskih pokrajinah slovenščina edini učni jezik za Slovence, kjer pa je treba uvesti nemščino ali italijanščino, naj se to ne zgodi pred tretjim razredom ter da je potrebno izločiti vsako nasilje za učenje tujih jezikov. V državnem zboru avstro-ogrske monarhije je bil zelo vpliven poslanec, sicer član Hohenwartovega poslanskega kluba in vodja slovenske delegacije.
Politično se je Poklukar pridružil Bleiweisovim staroslovencem in leta 1870 tudi sodeloval na jugoslovanskem kongresu v Ljubljani. Predsedoval je tudi sestanku slovenskih in istrskih poslancev leta 1890 v Ljubljani, kjer so se dogovorili o skupnem sodelovanju v državnem in deželnih zborih. Od leta 1870 do smrti je bil med drugim član kranjskega deželnega zbora. Cesar pa ga je 26. avgusta leta 1888 po smrti grofa Thurna imenoval za kranjskega deželnega glavarja.
Bil vsestransko aktiven človek. Poleg zgoraj omenjenih političnih funkcij je kot gospodarstvenik bil član najvažnejših gospodarskih organizacij in dosegel, da se je odpravila krivica previsokega zemljiškega davka, ukvarjal se je z aktualnimi težavami v kmetijstvu in živinoreji, bil je tudi član občinskega odbora ter krajevnega šolskega sveta na Dobrovi, kjer je ustanovil tudi bralno društvo, med drugim je bil tudi predsednik pogozdovalne komisije za Kras. Po njegovi zaslugi pa ima Dobrova tudi svojo pošto. Bil pa je tudi globoko veren mož in je kot tak bil v pripravljalnem odboru II. avstrijskega katoliškega shoda leta 1889. Velik del svoje posesti je po svoji smrti daroval Cerkvi.